# Уруп
Уруп (на японски: 得撫島 или Уру́пу-то得撫島, на айнски: ウルㇷ゚; също Ракошима; в периода 1760 – 1806 г. известен като остров Александър) е остров от южната група на Голямата верига на Курилските острови, четвъртият по големина остров в архипелага. Административно е включен в Курилския градски район на Сахалинска област. В периода 1946 – 1991 г. на острова е базиран контингент на граничните войски на СССР. Понастоящем няма постоянно население.

## Физико-географска характеристика

### География
Отделен е чрез пролива Уруп от островите Черни Братя, разположени на 30 km североизточно; а чрез пролива Фриз – от остров Итуруп, намиращ се на 40 km югозападно. Островът се простира в посока от североизток към югозапад, има дължина от 116 km и ширина до 20 km. Площта му е 1450 km2. Релефът е планински, максималната височина е 1426 m (планината Високая).
Островът представлява верига от вулканични планини (Компанейски, Шокалски, Петър Шмит, Крищофович), всяка от които се състои от поредица от вулкани, един от които, Вулканът на Берг (980 m), е действащ.
Между планината Високая и Косия хребет на Крищофович, на височина 1016 m е разположено езерото Високое. Водопадите са с максимална височина до 75 метра. Южната част на острова се състои от равнини и хълмове с множество плитки и средни по размер оврази и дерета. В южната част на остров Уруп има няколко слабооформени заливи и заливчета, от които най-значими са Щукин, Капсула и др. Крайбрежната част на морето е плитководна. Дълбочините достигат до 100 m и повече на 3 – 5 km от линията на прибоя край западното и източното крайбрежие. Плажовете са основно чакълести и каменнисти. На юг и непосредствено до нос Ван дер Линд плитководната крайбрежна ивица с изобата 100 m достига широчина до 10 km. На бреговата линия се наблюдават силни приливи и отливи.

### Климат
Показаните по-долу данни за средните температури на острова не отразяват напълно местоположението на острова на границата между две климатични зони – умерена мусонно-морска (с прохладно лято) и субарктична (със смекчена снежна зима). Като цяло климатът на острова може да се характеризира като влажен и хладен. Има чести мъгли, но гръмотевични бури със светкавици почти липсват. Най-топло е на югозападната част на острова, където склоновете на планините се загряват от топлото течение Соя. Най-сухият и ясен сезон е първата половина на есента.
Климатът в североизточната част е доста по-сурови. Всяка година през февруари-март, голяма част от охотоморското крайбрежие на острова, както и пролива на Фриза са затворени от плътни ледове от Охотско море. Океанските води около североизточната част на острова са напълно свободни от ледове само през 1 – 1,5 месеца в годината.
| Средна температура на въздуха | Средна температура на въздуха | Средна температура на въздуха | Средна температура на въздуха | Средна температура на въздуха | Средна температура на въздуха | Средна температура на въздуха | Средна температура на въздуха | Средна температура на въздуха | Средна температура на въздуха | Средна температура на въздуха | Средна температура на въздуха | Средна температура на въздуха |
| Януари                        | Февруари                      | Март                          | Април                         | Май                           | Юни                           | Юли                           | Август                        | Септември                     | Октомври                      | Ноември                       | Декември                      | Година                        |
| -4,8 °C                       | -5,9 °C                       | -3,7 °C                       | 0,3 °C                        | 3,4 °C                        | 5,9 °C                        | 8,9 °C                        | 10.9 °C                       | 10,3 °C                       | 6,9 °C                        | 2 °C                          | -2 °C                         | 2,7 °C                        |
| ----------------------------- | ----------------------------- | ----------------------------- | ----------------------------- | ----------------------------- | ----------------------------- | ----------------------------- | ----------------------------- | ----------------------------- | ----------------------------- | ----------------------------- | ----------------------------- | ----------------------------- |

### Флора
Първото подробно писмено описание на флората на острова дава през 1897 г. английският индустриалец и бракониер Хенри Сноу. Растителността на Урупа е доста по-богата и разнообразна, отколкото на по-северните острови от веригата. Най-обичайните видове са бреза, елша, бамбучник, кедров стланик. Като се има предвид, че островът пресича границата на различни климатични зони, много групи видове образуват сложни комбинации. Така например, на северния полуостров Карасуноо доминира тундрата, в която растат шикша, дива къпина, боровинка, орлови нокти, мъхове и лишеи. По-нататък тундровата растителност активно е измествена от тази на умерения климатичен пояс (кедровник, елша на Максимович, сахалинска върба и др). В южната половина на острова се срещат много билки и цъфтящи растения: ирис, лилия, маргаритка, карамфил, незабравка, здравец. На остров Уруп се намират и защитената калина на Райт и сърцевидна аралия. Високите копривни и сенникови растения и бамбук на места образуват труднопроходими гъсти храсталаци. На Уруп по-рядко се среща тис. Смърч и ела липсват. На височина над 800 m целогодишно има сняг. По протежение на цялото крайбрежие на острова, на разстояние 50 – 300 m от брега е разположен нееднороден по гъстота пояс от кафяви водорасли ламинария и алария. Този пояс, както и откриващите се по време на отлив рифове, са дом на редица морски бозайници и птици.

### Фауна
На островите често се срещат лисици от всякакви разновидности (червена, чернокафява и полярна), които се хранят с риба, плъхове и птици. Като се има предвид малкия брой на хората, които посещават острова, те почти не изпитват страх от човешко присъствие. В крайбрежните води има много морски видри (заради които островът е наречен от японците „Ракошима“), има нерпи, тюлени и големи сивучи. На острова няма мечки, копитни животни и земноводни. Последното се обяснява с факта, че дори и в периода на максимална регресия на световния океан през ледниковия период, Уруп (както и Итуруп) никога не е бил свързан с континенталната част. Флората и фауната му са взаимодействали слабо с тези на Хокайдо, така че на Уруп дори има ендемичен вид муха Criorhina konakovi. Поради по-слабото видово разнообразие от бозайници, на Уруп почти липсват акари, паразитиращи най-вече по елените. Климатът на острова като цяло е близо до южносахалинския и е подходящ за аклиматизация на самур. От по-големите птици се откроява морския орел. Поради по-студените води, ихтиофауната край бреговете на острова като цяло е по-бедна, отколкото край Итуруп и Кунашир. С по-голямо разнообразие на видове се отличава охотоморското крайбрежие на острова. От морските бозайници тук се срещат морска котка; морски лъв; нерпа; косатка; гренландски, южен, японски, гърбави и сини китове. Три вида редки морски бозайници от Уруп са включени в Червената книга на Русия и на международния Съюз за опазване на природата (IUCN): калан, северен морски лъв на Стелер (сивуч) и курилски тюлен (антур).

### Хидрография
Реки и ручеите на острова са къси, но многобройни. Те често се спускат в морето директно от стръмните и скалисти брегове. Захранването им е дъждовно, снежно и подземно (на острова има множество горещи и минерални извори). Най-големите реки на острова са Голинка, Рибная, Токотан, Таки, Тосикое и Каимея.

## История
Коренните жители на острова са айните.

На 20 юни 1643 г. експедицията на холандския моряк Маартен Херитсен де Фриз открива протока между островите Итуруп и Уруп (който носи неговото име). Де Фриз по погрешка смята остров Итуруп за североизточния край на Хокайдо, а Уруп за част от американския континент. На 20 юни холандските моряци за първи път слизат на Уруп. На 23 юни 1643 г. Де Фриз поставя дървен кръст на върха на планината Високая на острова Уруп и обявява, че тази земя приназлежи на Холандската Източно-Индийска компания.
През 1766 г. по заповед на сибирския губернатор Д. Чичерин, до южните Курилски острови са изпратени Никита Чикин от остров Парамушир и стотника от Камчатка Иван Черни. Те трябва да „увещаят курилците в поданство, без да употребяват при това, не само на дела, но и на думи грубости и гняв, а само привет и доброта“. Чикин обаче умира и водач на кампанията става Черни. През зимата той спира на 18-ия остров (Уруп) на брега на единственото подходящо пристанище Алеутка (Кобуне). По време на зимуването Черни пие, бракониерства и издевателства над спътниците си казаци, както и над айните. Поради действията на Черни и други търговци, през 1771 г. айните се разбунтуват и избиват много от руснаците на островите Чирпой и Уруп.
През 1770-те сибирските власти, стремящи се трайно да закрепят Курилските острови към Русия, разработват план за създаване на остров Уруп на руско селище, търговска база и укрепление. Скоро селището на Уруп започва да се използва като база на Аляската руско-американска компания. Първите заселници построяват жилища, отглеждат зеленчукови градини, засаждат ечемик, пшеница, ръж, овес, просо, коноп и развъждат стадо крави. През 1775 г. селището е укрепено и са докарани оръдия. През януари 1780 г. на острова спира руската експедиция на Антипин и Шабалин. След 1779 г. в икономиката на селището ностъпва криза, тъй като императрица Екатерина II освобождава айните от задължението да заплащат натурален данък на казаците .
През 1795 г., Руско-американската компания създава складове в руско-алеутското селище и му дава името „Курилорусия“. Първите заселници са около 40 души (в това число руснаци, алеути и камчадали). Командир на колонистите е изпратеният Звездочетов.
През 1801 г. група японци, водена от чиновниците Гендзюро Тояма и Уехида Мияма, слизат на Уруп и буквално пред очите на руските поданици поставят стълб с надпис, подобен на този, който вече е сложен на Итуруп. На стълба са написани 9 йероглифи, които означават: „Островът е подчинен на великата Япония, докато съществуват небето и земята“. През 1805 г. за проникването и заселването на японците към Южен Сахалин и остров Кунашир и Итуруп научава Н. Резанов, който изпраща лейтенантите Н. Хвостов и Г. Давидов. Междувременно руската колония на Уруп постепенно запада. През май 1806 г. друга група от японски пратеници не открива руснаци на острова – там са останали само няколко айни. На Уруп и Итуруп лейтенантите пристигат през пролетта на 1807 г. Резанов изпраща протест до японското правителството, в който казва, че всички територии на север от остров Хокайдо принадлежат на руския император. С цел по-доброто управление на Курилските острови, по заповед на руското правителство, Руско-американската компания създава специален Курилски отдел начело с мичман Етолин.
На 7 май 1875 г. в Санкт Петербург е подписан договор, по който Руската империя предава на Япония правата върху 18 от Курилските острови (включително и Уруп) в замяна на японската част на Сахалин. По този начин границите са уредени. Японците веднага разрушават руско-алеутската база. Въпреки официалният японски контрол, на Уруп по това време често се отбиват английски търговци на кожи и бракониери.

### В състава на СССР и Руската федерация
През 1945 г. Уруп е зает от войските на СССР, а на следващата година е включен в състава на страната. В периода 1946 – 1991 г. на острова има постоянен контингент на граничните войски на СССР.
Териториалната принадлежност на Уруп, за разлика от по-южните острови, понастоящем не се оспорва от Япония. Санфранциският мирен договор от 1951 г. официално определя тази японска позиция, но той не е подписан от СССР.
Между 1981 и 1983 г., както и през 2007 г. руски учени откриват останките от руските селища на острова и множество артефакти.

## Икономика
До 1945 г. на остров Уруп е базирана японска дивизия от около 6000 души, която се предава без бой на съветските войски. Гражданското японско население, пристигнало в периода на японската колонизация (1875 – 1945), е изселено на Хокайдо. С помощта на принудителна работна сила японците по това време построяват път и летище в северната част на острова. Строителните работи са извършвани предимно от корейци, рленени американци от окупираните Филипини, както и холандци от окупираната Индонезия. На острова е организиран концентрационен лагер за военнопленниците. Японците също така създават няколко развъдника на лисици за снабдяване на войските си с кожени дрехи, с цел водене на война в тежките условия на студената сибирска зима. След края на войната много лисици са пуснати свободно и подивяват. В южния край е потвърдено наличието на два участъка със златносребърни руди (Данченковски и Айнски). По груби оценки (2006 г.) запасите им от злато се оценяват съответно на 4,7 и 8,4 тона, и на общо около 40 тона сребро.

## Население
Понастоящем на Уруп няма постоянно население. На острова са разположени нежилищните населени места Кастрикум и Компанейское. Въпреки това, на острова живеят две семейства, които се грижат за фаровете Ван дер Линд и Кастрикум, на разстояние от 120 km. От 2011 г. на острова има група златотърсачи.

## Топографска карта
- Лист от карта L-55-XVIII зал. Смуглый. Мащаб: 1 : 200 000. Указать дату выпуска/состояния местности.
- Лист от карта L-55-XXIV о. Уруп. Мащаб: 1 : 200 000. Указать дату выпуска/состояния местности.
- Лист от карта L-56-XIII Кастрикум. Мащаб: 1 : 200 000. Указать дату выпуска/состояния местности.
- Лист от карта L-56-XIX ур. Алеутка. Мащаб: 1 : 200 000. Указать дату выпуска/состояния местности.